# ロイコシジン
ロイコシジン (英: leukocidin) とは細菌により産生される孔形成毒素 (en)。ロイコシジンの名前は白血球の破壊（leukocytes+cide）に由来する。
ロイコシジンは黄色ブドウ球菌や連鎖球菌などによって産生され、ヒトやウサギの白血球を破壊する。
Panton-Valentine leukocidin (PVL) はロイコシジンの1型である。